# Edward Kleban
Edward (Ed) Kleban (30. dubna 1939 – 28. prosince 1987) byl americký muzikálový skladatel a libretista.
Jeho nejznámějším dílem je A Chorus Line, muzikál uvedený na Broadwayi. Za tento muzikál vyhrál společně se skladatelem Marvinem Hamlischem v roce 1976 cenu Tony.